# Z39.50
Lo Z39.50 è un protocollo internazionale di comunicazione informatica client-server per ricercare attraverso una rete informatica informazioni in database.
Z39.50 consente a un utente di un sistema di cercare e recuperare informazioni da altri sistemi di computer che abbiano implementato Z39.50, senza conoscere la sintassi di ricerca utilizzata da tali altri sistemi. Il protocollo, infatti, standardizza la struttura e la semantica delle interrogazioni e dei record.
È usato soprattutto dalle biblioteche per interrogare simultaneamente diversi cataloghi. 
La sua evoluzione è coordinata dalla Biblioteca del Congresso degli Stati Uniti.
Z39.50 è stato originariamente approvato dalla National Information Standards Organization (NISO) nel 1988 ed ha dato luogo alla norma americana ANSI/NISO Z39.50 e alle norme ISO 23950.